# Белите одежди
„Белите одежди“ (на руски: Белые одежды)(на беларуски: Белае адзенне) е беларуско-руски сериен телевизионен филм, заснет от студио Беларусфилм през 1992 г. по едноименния роман на Владимир Дудинцев.

## Сюжет
Действието на филма се развива в края на 40-те и началото на 50-те години на миналия век. След окончателната победа на академик Лисенко на августовската сесия на Всеруската академия на селскостопанските науки през 1948 г. в лагера на генетиците, животновъдите и агрономите настъпва разцепление. Повечето от тях заемат по-изгодна и безопасна позиция, свързана с така наречената партийна линия в биологичната наука. Като пренебрегват научната истина, те се дискредитират като учени.
И само смели необвързани тръгват по трудния и опасен път на борба с наложената отгоре „лисенковщина“. Докато продължават да работят тайно, те се ръководят единствено от здравия разум и представата си за това какво е истина.
Всеки учен ще трябва да направи избор между опортюнизма и аскетизма. Героят на филма, избрал висока служба на науката, само по чудо успява да избегне репресии, но горчиви загуби ще го съпътстват през целия му живот...

## Създатели
- Сценарий: Владимир Дудинцев, Леонид Белозорович
- Режисьор: Леонид Белозорович
- Оператор: Александър Абадовски, Сергей Милошкин, Анатолий Калашников
- Композитор: Александър Кобляков

## Актьорски състав
- Валерий Гаркалин
- Жанна Епле
- Валерий Порошин
- Андрей Болтнев
- Алексей Булдаков
- Владимир Антоник
- Людмила Гурченко
- Ернст Романов
- Юрий Смирнов
- Владимир Мсрян
- Вадим Захарченко
- Владимир Сичкар
- Сергей Барабанщиков
- Наталия Егорова
- Оксана Арбузова
- Лилиан Малкина
- Вячеслав Солодилов
- Владимир Кашпур
- Вацлав Дворжецки
- Александър Демяненко
- Леонид Белозорович
- Николай Крюков
- Людмила Аринина
- Светлана Селезньова
- Валентин Белохвостик
- Александър Кашперов
- Александър Завялов
- Владимир Кисел

## Производство
Някои епизоди от филма са заснети в помещенията на катедрата по физиология на растенията на 6-ти учебен корпус на Ленинградския селскостопански институт (сега Санкт Петербургски държавен аграрен университет), както и в Пушкинските лаборатории на ВИР и други селскостопански институции, разположени в Пушкин (бившето Царско село).